# Southbridge (Stati Uniti)
Southbridge è un comune degli Stati Uniti d'America facente parte della contea di Worcester nello stato del Massachusetts. Venne fondato nel 1730.
Ci è nato il wrestler Ken Doane.